# Michael Morhaime

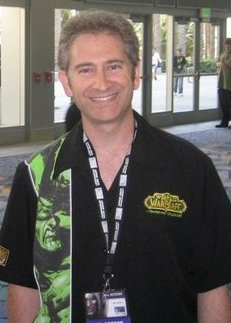
Michael Morhaime (2007)

Michael „Mike“ Morhaime (* 1967) ist ein amerikanischer Unternehmer. 1991 gründete er zusammen mit Frank Pearce und Allen Adham Blizzard Entertainment, dessen Präsident und CEO er bis Oktober 2018 war. Am 23. September 2020 gründete er zusammen mit seiner Frau Amy und ehemaligen Mitarbeitern von Blizzard Entertainment die Spielefirma  Dreamhaven mit zwei Entwicklerstudios, bei der er CEO ist.

## Leben
Michael Morhaime erhielt 1990 seinen Bachelor-Abschluss von der UCLA, außerdem ist er ein Alumnus der dort ansässigen Studentenverbindung Triangle Fraternity. 1991 gründete er mit Frank Pearce und Allen Adham das Videospiel-Unternehmen Silicon & Synapse, heute bekannt unter dem Namen Blizzard Entertainment.
Morhaime pokert und erreichte den 2. Platz in der Ausgabe 2006 des DICE's Celebrity Poker Tournament. In der letzten Runde standen Mike Scott Fischman und Perry Friedman (Profis der World Series of Poker) sowie Ray Muzyka, Mitbegründer und CEO des Computerspielentwicklers BioWare, gegenüber. Nach einem dramatischen 45-Minuten-Poker-Duell ging Ray als Sieger hervor.
Zusammen mit Don Daglow von Stormfront Studios und John Carmack von id Software wurde er im Jahr 2008 auf der 59. Annual Technology & Engineering Emmy Awards für die Schaffung von Blizzard's World of Warcraft geehrt.
Morhaime ist auch ein Mitglied des Level 90 Elite Tauren Chieftain, einer Metal-Band, gegründet von und mit Mitarbeitern von Blizzard, er selber spielt den Bass.
2012 wurde Morhaime vom Unternehmensnetzwerk Ernst & Young als „National Entrepreneur Of The Year“ in der Sparte Technologie ausgezeichnet.
Morhaime eröffnete seit deren Beginn Blizzards eigene Spielmesse BlizzCon.
Am 3. Oktober 2018 wurde bekannt gegeben, dass Mike Morhaime das Amt des Präsidenten und CEO an J. Allen Brack abgibt, der zuvor Executive Producer von World of Warcraft war. Morhaime wird weiterhin als Berater für das Unternehmen arbeiten.

„Nach vielen Jahren der Arbeit mit einigen der talentiertesten Köpfe der Branche, in denen wir für euch Spiele und Welten erschaffen haben, ist es an der Zeit, dass jemand anderes Blizzard Entertainment leitet. Ich werde diesem Unternehmen, das ich so sehr liebe und bewundere, weiterhin als Berater dienen. Meine Pflichten als Präsident von Blizzard werden von J. Allen Brack übernommen, meinem Freund, Kollegen, vertrauten Ratgeber und langjährigem Betreuer von World of Warcraft.“

In einer öffentlichen Mitteilung für Investoren seitens Activision Blizzard, Inc. wurde mitgeteilt, dass Michael Morhaime auch seine Tätigkeit als strategischer Berater zum 7. April 2019 beendet.

## Spiele
Produzent
- World of Warcraft
  - World of Warcraft: The Burning Crusade (Add-on)
  - World of Warcraft: Wrath of the Lich King (Add-on)
  - World of Warcraft: Cataclysm (Add-on)
  - World of Warcraft: Mists of Pandaria (Add-on)
  - World of Warcraft: Warlords of Draenor (Add-on)
- Diablo II
  - Diablo II: Lord of Destruction (Add-on)
- StarCraft
  - StarCraft: BroodWar (Add-on)
- StarCraft II: Wings of Liberty
  - StarCraft II: Heart of the Swarm (Add-on)
- Warcraft II: Tides of Darkness
- Overwatch

Ausführender Produzent
- Warcraft III: Reign of Chaos

Entwickler
- Warcraft: Orcs & Humans
- Diablo
- Battle.net

## Trivia
- Morhaime kam in der South-Park-Folge „Make love, not Warcraft“ animiert vor. Auch dort arbeitete er als Präsident von Blizzard.